# Assedio di Hachigata (1590)
L'assedio di Hachigata del 1590 fu la penultima battaglia della campagna di Toyotomi Hideyoshi contro il Clan Hōjō durante il periodo Sengoku. Hachigata era una delle ultime maggiori fortezze degli Hōjō, che si opponevano all'espansione di Hideyoshi nel Kantō.
Le forze assedianti di 35 000 uomini erano guidate da Maeda Toshiie e Uesugi Kagekatsu. La guarnigione Hōjō al comando di Hōjō Ujikuni resistette oltre un mese prima di arrendersi.